# FC Avenir Beggen
El Football Club Avenir Beggen es un equipo de fútbol ubicado en Beggen, un barrio de Ciudad de Luxemburgo, al sur de Luxemburgo. Es el peor equipo de los 530 que han participado en alguna ocasión en la Copa de Europa / Liga de Campeones de la UEFA con un balance de 1 gol a favor y 56 en contra en 12 partidos disputados. Actualmente milita en la Primera División de Luxemburgo, la tercera categoría del país.

## Historia
El club fue fundado en 1915 como FC Daring Beggen pero cambio el nombre a FC Avenir Beggen un año después. En 1940, volvió a cambiar el nombre, esta vez a SV 1915 Beggen, pero en 1944, regresó a FC Avenir Beggen.
Avenir Beggen jugó en la División Nacional de forma consecutiva desde 1965-66, pero descendió en la temporada 2005-06. Al finalizar segundo en la segunda división, al año siguiente, Avenir regresó a la División Nationale. En 2008/2009 el club finalizó en el puesto 14.º y volvió a descender.

## Palmarés
- División Nacional (6): 1968-69, 1981-82, 1983-84, 1985-86, 1992-93, 1993-94
- Copa de Luxemburgo (7): 1982-83, 1983-84, 1986-87, 1991-92, 1992-93, 1993-94, 2001-02

## Participación en competiciones europeas
Avenir ha clasificado a competiciones europeas organizadas por la UEFA 16 veces.
- Liga de Campeones de la UEFA:

Ronda Clasificatoria (2): 1993-94, 1994-95
Primera Ronda (4): 1969-70, 1982-83, 1984-85, 1986-87
- Copa UEFA

Ronda Clasificatoria (1): 2002-03
Primera Ronda (4): 1975-76, 1985-86, 1990-91, 1995-96
- Recopa de Europa de fútbol

Primera Ronda (4): 1983-84, 1987-88, 1988-89, 1992-93
Segunda Ronda (1): 1974-75
El club ganó tres rondas en su historia (aunque dos fueron técnicas):
- En 1974-75, su rival de la Recopa de Europa, el Enosis Paralimni, de Chipre, fue eliminado por una crisis en su país.
- En la misma competición, pero en 1992-93, Avenir le ganó al equipo de las Islas Feroe B36 Tórshavn 2-1 global en la ronda clasificatoria, pero perdió en la ronda siguiente por 5-1 global frente al equipo ruso Spartak de Moscú.

- En la copa UEFA de la temporada 1995/96, Avenir perdió por goles visitantes frente a Örebro SK. Pero se le dio una victoria al Avenir por 3-0 al descubrirle jugadores ilegales al equipo sueco.

Además de esas 3 rondas, Avenir ganó un partido en una ronda, a pesar de que por el global quedó fuera (2-1 de local frente al Inter Bratislava en la Copa UEFA de 1990-91, después de perder 5-0 en Bratislava).

### Partidos
| Temporada | Torneo                       | Ronda      | Club                      | Casa     | Visita   | Global |
| --------- | ---------------------------- | ---------- | ------------------------- | -------- | -------- | ------ |
| 1969-70   | Copa de Europa               | 1          | AC Milan                  | 0-3      | 0-5      | 0-8    |
| 1974-75   | Recopa de Europa de Fútbol   | 1          | Enosis Paralimni          | walkover | walkover |        |
| 1974-75   | Recopa de Europa de Fútbol   | 1/8        | Estrella Roja de Belgrado | 1-6      | 1-5      | 2-11   |
| 1975-76   | Copa de la UEFA              | Preliminar | FC Porto                  | 0-3      | 0-7      | 0-10   |
| 1982-83   | Copa de Europa               | 1          | Rapid Viena               | 0-5      | 0-8      | 0-13   |
| 1983-84   | Recopa de Europa de fútbol   | 1          | Servette FC               | 1-5      | 0-4      | 1-9    |
| 1984-85   | Copa de Europa               | 1          | IFK Göteborg              | 0-8      | 0-9      | 0-17   |
| 1985-86   | Copa de la UEFA              | 1          | PSV                       | 0-2      | 0-4      | 0-6    |
| 1986-87   | Copa de Europa               | 1          | Austria Viena             | 0-3      | 0-3      | 0-6    |
| 1987-88   | Recopa de Europa de Fútbol   | 1          | Hamburgo S.V.             | 0-3      | 0-5      | 0-8    |
| 1988-89   | Recopa de Europa de Fútbol   | 1          | KV Mechelen               | 1-3      | 0-5      | 1-8    |
| 1990-91   | Copa de la UEFA              | 1          | Inter Bratislava          | 2-1      | 0-5      | 2-6    |
| 1992-93   | Recopa de Europa de Fútbol   | Preliminar | B36                       | 1-0      | 1-1      | 2-1    |
| 1992-93   | Recopa de Europa de Fútbol   | 1          | Spartak de Moscú          | 0-0      | 1-5      | 1-5    |
| 1993-94   | UEFA Champions League        | Preliminar | Rosenborg BK              | 0-1      | 0-2      | 0-3    |
| 1994-95   | Liga de Campeones de la UEFA | 1          | Galatasaray SK            | 0-4      | 1-5      | 1-9    |
| 1995-96   | Copa de la UEFA              | Preliminar | Örebro SK                 | 3-0      | 0-0      | 3-0    |
| 1995-96   | Copa de la UEFA              | 1          | RC Lens                   | 0-7      | 0-6      | 0-13   |
| 2002-03   | Copa de la UEFA              | Preliminar | Ipswich Town FC           | 0-1      | 1-8      | 1-9    |

### Récord Europeo
|               | PJ | G | E | P  | GF | GC  | DIF  |
| ------------- | -- | - | - | -- | -- | --- | ---- |
| Avenir Beggen | 36 | 3 | 3 | 30 | 12 | 142 | -130 |

## Plantilla
- De la temporada 2008-09[2]

## Entrenadores
- Fernando Gutiérrez (2005-2008)
- Manuel Peixoto (2008-2009)